# Markowice (województwo wielkopolskie)
Markowice – wieś w Polsce położona w województwie wielkopolskim, w powiecie poznańskim, w gminie Kleszczewo.
Pierwsza wzmianka o miejscowości pochodzi z 1388 roku. W XIX wieku majątek wsi znajdował się we władaniu niemieckim, a następnie został rozparcelowany. W latach 1975–1998 miejscowość administracyjnie należała do województwa poznańskiego.